# Мікроциркуляторне русло
Мікроциркуляторне русло (МЦР) або Мікроциркуляторне судинне русло — система руху крові по судинах різного калібру для забезпечення газообміну та обміну речовин у тканинах організму.
Кров рухається від серця або центральної пульсуючої судини до тканин тіла через артерії, артеріоли, прекапілярні артеріоли, артеріальні капіляри, а від них — до серця через венозні капіляри, посткапілярні венули, венули, вени.
У напрямку від серця діаметр судин зменшується, у напрямку до серця — збільшується.

## Історія досліджень
Вивчення мікроциркуляторного русла відбувалося поступово з вивченням системи кровообігу.
Початкові уявлення про рух крові судинами належать Клавдію Галену, який експериментально перевіряв шлях крові артеріями і венами.
Замкненість системи кровообігу була доведена Вільямом Гарвеєм у 1628 році. Він перев'язував судини у різних місцях, спостерігав за судинами і їх вмістом вище і нижче місця перев'язування. Таким чином, Гарвей дійшов висновку про те, що кров потрапляє з артерій у вени, але не знайшов проміжної ланки між ними.
Цей недолік виправив Марчело Мальпігі, який у 1661 році відкрив капіляри за допомогою мікроскопа. Це відкриття остаточно закріпило уявлення про мікроциркуляцію у науковій спільноті.
Подальші дослідження мікроциркуляторного русла пов'язані з вивченням тиску крові у різних його ділянках (Стівен Гейлс у 1732 році експериментально довів, що МЦР стримує перебіг крові у тканинах), регуляції кровообігу (О.П. Вальтер у 1842 році визначив, що тонус кровоносних судин знаходиться під впливом симпатичних нервів) тощо.